# Peter Warr
Peter Warr (18 de junho de 1938 - 4 de outubro de 2010) foi um ex-oficial da Guarda Real, automobilista e dirigente esportivo britânico.
Sua carreira esportiva começou em 1958 e chegou a participar de provas de turismo e da Fórmula Júnior, vencendo o GP do Japão de 1963 em um Lotus 23. Em 1969 começou a ajudar na administração de equipes de Fórmula 1.
Foi o chefe de equipe de Emerson Fittipaldi na conquista do título de 1972 pela Lotus e também o responsável pela contratação de Ayrton Senna, em 1985, pela mesma equipe. Quando Senna trocou a Lotus pela McLaren no final de 1987, Warr buscou outro brasileiro para a equipe, o então bicampeão Nelson Piquet.